# 해양관광로
해양관광로(Haeyanggwangwang-ro)는 경상남도 창원시 마산합포구 진동면 진동교차로에서 창원시 마산합포구 구산면을 잇는 경상남도의 도로이다.

## 주요 경유지
경상남도
- 창원시 마산합포구 (진동면 . 구산면)

## 노선
| 이름            | 접속 노선                                            | 소재지 | 소재지     | 소재지 | 비고                       |
| --------------- | ---------------------------------------------------- | ------ | ---------- | ------ | -------------------------- |
| 진동교차로      | 삼진의거대로 신서촌로                                | 창원시 | 마산합포구 | 진동면 | 지방도 제1002호선구간 기점 |
| 향군교          |                                                      | 창원시 | 마산합포구 | 진동면 | 지방도 제1002호선구간      |
| 아홉수고개      |                                                      | 창원시 | 마산합포구 | 진동면 | 지방도 제1002호선구간      |
| 장고개          |                                                      | 창원시 | 마산합포구 | 진동면 | 지방도 제1002호선구간      |
| 마전교          |                                                      | 창원시 | 마산합포구 | 구산면 | 지방도 제1002호선구간      |
| 군령삼거리      | 석곡로                                               | 창원시 | 마산합포구 | 구산면 | 지방도 제1002호선구간      |
| 신촌삼거리      | 국도 제5호선 (구산중앙로) 지방도 제1001호선 (구산로) | 창원시 | 마산합포구 | 구산면 | 지방도 제1002호선구간      |
| 할미당고개      |                                                      | 창원시 | 마산합포구 | 구산면 | 지방도 제1002호선구간      |
| 반동삼거리      |                                                      | 창원시 | 마산합포구 | 구산면 | 지방도 제1002호선구간      |
| 저도연육교      |                                                      | 창원시 | 마산합포구 | 구산면 |                            |
| (저도 비치로드) |                                                      | 창원시 | 마산합포구 | 구산면 | 종점                       |